# Similien de Nantes
Similien de Nantes, ou Samblin, ou Semblin (en latin : Similianus), est le troisième évêque de Nantes, qui exerça son ministère vers l'an 330. Il est vénéré comme saint par l'Église catholique et Orthodoxe.

## Biographie
On a très peu de sources biographiques à son sujet. Il serait, semble-t-il, à l'origine de l'évangélisation de saint Donatien et de son frère saint Rogatien, devenus saints patrons de la ville de Nantes (inscrits au Martyrologe hiéronymien en 592). 
Grégoire de Tours lui attribue le titre de « grand confesseur », et affirme que la ville de Nantes a échappé aux ravages des barbares lors de l'invasion franque de la Gaule grâce à son intercession.
Certains hagiographes le confondent avec un autre saint Similien, premier abbé du monastère de Taurac (Tauracus), au VIIe siècle.

## Vénération
C'est sur son tombeau que son successeur l'évêque Eumélius fit bâtir l'église qui lui est dédiée. Reconstruite au XIXe siècle, elle contient de nombreux vitraux, statues et bannières représentant le saint.
Il est célébré le 16 juin.